# 쨍하고 해뜰 날
《쨍하고 해뜰 날》은 2004년 11월 26일에 MBC에서 방영한 베스트극장이다.

## 줄거리
만석은 소유한 땅이 개발지구로 확정되면서 어마어마한 재력가가 된다. 초등학교 때부터 짝사랑하던 은정이 동생의 합의금을 마련할 길이 없다며 자신에게 도움의 손길을 청하자 부탁한 돈 3천만 원을 선뜻 내놓았다. 또한 은정이 남편 성민에게는 절대 비밀로 해달라며 당부도 잊지 않는다. 성민이 다니는 은행에선 타 은행과의 합병 얘기가 슬슬 나돌기 시작한다. 이에 성민은 은행에서 퇴출당하지 않으려면 투자 예치만이 살길이란 생각에, 동창회장이 되어 투자예치 바람을 일으켜보자는 속셈을 갖는다. 하지만 뜻밖에도 일류대학을 나온 자신보다 고등학교밖에 나오지 못한 졸부인 만석에게 동창회장이 돌아간다. 성민은 뒤틀리는 감정을 고스란히 만석에게 퍼붓고 두 사람은 치고받으며, 예전 초등학교 때처럼 감정이 복잡하게 얽혀진다.

## 등장 인물

### 주요 인물
- 권용운 : 만석 역
- 이일화 : 은정 역
- 이광기 : 성민 역 - 은정의 남편

### 그 외 인물
- 최종원
- 지상렬
- 류시현
- 오협
- 김남길 : 홍표 역
- 박태진
- 김건호
- 김종호
- 최윤준
- 이관영
- 김진호 (아역)
- 조훈휘 (아역)
- 길민성 (아역)
- 김빛나 (아역)
- 김수민 (아역)
- 임명근 (아역)
- 김민철 (아역)